# Erle Stanley Gardner
Erle Stanley Gardner (Malden, 17 luglio 1889 – Temecula, 11 marzo 1970) è stato uno scrittore statunitense specializzato in letteratura poliziesca. Creatore della figura letteraria di Perry Mason, ha firmato spesso i suoi lavori anche con lo pseudonimo di A.A. Fair.

## Biografia
Originario del Massachusetts, nato a Malden, Erle Stanley Gardner passò la sua infanzia nei campi minerari, dato che suo padre faceva il minatore. Ha compiuto i suoi studi al liceo di Palo Alto,
in California e, dal 1909, all'Università dell'Indiana. Ammesso all'avvocatura nel 1911, a Oroville in California alternava la pratica legale presso lo studio di un vice procuratore distrettuale con l'attività di boxeur dilettante. Ha esercitato la professione di legale per numerosi anni a Oxnard, in California, spesso come avvocato delle minoranze messicane e cinesi. Affascinato da questi ultimi, cominciò a studiare la storia e la lingua cinese, tanto che poi, nel 1931, andò in Cina e viaggiò per tutto il paese per parecchi mesi.
Per migliorare la sua situazione economica, iniziò a scrivere romanzi e novelle vendendo il suo primo racconto nel 1923. Nel 1928, firmò un contratto con alcune riviste popolari impegnandosi a scrivere un milione di parole l'anno per poter guadagnare in modo da poter continuare nel contempo la sua carriera di avvocato. Nei dieci anni successivi ha pubblicato diverse centinaia di storie poliziesche, western e di avventura in genere sulle pagine di note riviste hard boiled (una forma antesignana del genere pulp) dell'epoca, divenendo una delle colonne portanti della più rilevante tra esse: la rivista Black Mask. È stato inoltre autore di alcuni racconti di fantascienza e fantastici.
Nel suo primo romanzo Perry Mason e le zampe di velluto del 1933 appare il celebre avvocato Perry Mason, capace di risolvere i casi più complicati con un'abilità legale diabolica e sconcertante. Mason sarà protagonista di una serie di ben 82 romanzi e pochi racconti, e determinerà l'incredibile successo mondiale del suo creatore. Fino al 1970 Gardner manterrà una produzione impressionante, con circa 130 opere poliziesche al suo attivo: una media di tre all'anno, viaggiando moltissimo e vivendo a Honolulu, nei Mari del Sud, in Messico, in vari stati degli USA, perfino in Alaska. Ha abitato per due anni in una roulotte: ne aveva tre, una per lui, due per le segretarie e gli impiegati.
Gardner, che si era sempre interessato alle condizioni dei detenuti, nel 1948 ha fondato l'organizzazione privata "The Court of Last Resort", con lo scopo di aiutare le persone vittime di errori giudiziari e, se possibile, far riaprire indagini ormai chiuse. Questa organizzazione ottiene dei risultati importanti, illustrati da Gardner nel libro The Court of Last Resort, 1952, che vince il premio Edgar per il miglior saggio.
Nel 1962 Gardner viene nominato "Grand Master" dai Mystery Writers of America. Muore l'11 marzo 1970.
Si è sposato due volte, la prima nel 1912 con Natalie Talbot, dalla quale ebbe una figlia, la seconda nel 1968 con la sua storica segretaria, Agnes Jean Bethell (1902-2002), che gli aveva ispirato il personaggio di Della Street.
Vanno ricordati gli altri personaggi da lui creati e che, insieme a Perry Mason, hanno fatto la storia del giallo: Bertha Cool, investigatrice privata sessantenne ed extralarge, protagonista di 29 romanzi assieme al suo socio, il mingherlino ma geniale Donald Lam; il procuratore distrettuale Douglas Selby; l'anziano Gramps Wiggins; il distinto studioso Terry Clane e lo sceriffo Bill Eldon.
Per sfuggire allo stereotipo di Perry Mason, Gardner firmò numerosi lavori sotto pseudonimi diversi: A.A. Fair, Charles M. Green, Kyle Corning, Grant Holiday, Robert Parr, Carleton Kendrake, Charles M. Stanton.

## Opere

### Come Erle Stanley Gardner
1. Perry Mason e le zampe di velluto (The Case of the Velvet Claws), 1933
2. Perry Mason e l'ereditiera bizzarra (The Case of the Sulky Girl), 1933
3. Perry Mason e le caviglie d'oro (The Case of the Lucky Legs), 1934
4. Perry Mason e il cane molesto (The Case of the Howling Dog), 1934
5. Perry Mason e la strana sposina (The Case of the Curious Bride), 1934
6. Perry Mason e il mistero del gatto grigio (The Case of the Caretaker's Cat), 1935
7. Perry Mason e gli occhi di vetro (The Case of the Counterfeit Eye), 1935
8. Perry Mason e la cliente misteriosa (The Case of the Stuttering Bishop), 1936
9. Perry Mason e la nipote del sonnambulo (The Case of the Sleepwalker's Niece), 1936
10. Perry Mason e la nave bisca (The Case of the Dangerous Dowager), 1937
11. Perry Mason e il canarino zoppo (The Case of the Lame Canary), 1937
12. Perry Mason e la signora cleptomane (The Case of the Shopliffer's Shoe), 1938
13. Perry Mason e la banconota da 10.000 dollari (The Case of the Baited Hook), 1940
14. Il mistero della lampada accesa[6] (The Case of the Smoking Chimney), 1943
15. Perry Mason e l'avversario leale (The Case of Silent Partner), 1946
16. Perry Mason e il marito introvabile (The Case of the Haunted Husband), 1946
17. Un uomo è scomparso (A Man is missing), 1946
18. Perry Mason e il caso della rondine disperata (The Case of Crying Swallow), 1947
19. Perry Mason e il caso del bacio scarlatto (The Case of the Crimson Kiss), 1948
20. Perry Mason e i due ritratti (The Case of the Substitute Face), 1948
21. Selby fiuta un delitto (The D.A. Calls It Murder), 1949
22. Perry Mason e il pappagallo spergiuro (The Case of the Perjured Parrot), 1939
23. Perry Mason e i dadi truccati (The Case of the Rolling Bones), 1950
24. Selby è in pericolo (The D.A. Draws A Circle), 1951
25. Perry Mason e l'anatroccolo (The Case of The Drowning Duck), 1951
26. Perry Mason e il micio sbadato (The Case of The Careless Kitten), 1951
27. Perry Mason e il messaggio cifrato (The Case of The Empty Tin), 1952
28. Perry Mason e la testimone Guercia (The Case of The One-eyed Witness), 1952
29. Perry Mason e l'ereditiera solitaria (The Case of The Lonely Heiress), 1952
30. Col delitto non si scherza (This Is Murder), 1952
31. Perry Mason e le due mogli (The Case of The Dubious Bridegroom), 1952
32. Perry Mason e la brunetta in prestito (The Case of The Borrowed Brunette), 1953
33. Perry Mason e la zanzara (The Case of The Drowsy Mosquito), 1953
34. La morte nella manica (Murder Up My Sleeve), 1953
35. Perry Mason e il testimone adirato (The Case of the Irate Witness), 1953
36. Perry Mason e il pugno nell'occhio (The Case of The Black-eyed Blonde), 1954
37. Perry Mason e i pesci rossi (The Case of The Golddigger's Purse), 1954
38. Perry Mason e il gorilla (The Case of The Grinning Gorilla), 1954
39. Perry Mason e il cliente povero (The Case of The Hesitant Hostess), 1954
40. Perry Mason e la sveglia sotterrata (The Case of The Buried Clock), 1955
41. Perry Mason e la pelliccia tarmata (The Case of The Moth-eaten Mink), 1955
42. Perry Mason e le prove indiziarie (The Case of The Angry Mourner), 1955
43. Perry Mason e il cavallo della ballerina (The Case of The Fan Dancer's Horse), 1955
44. Perry Mason e la moglie assonnata (The Case of The Half-Wakened Wife), 1955
45. Perry Mason e la civetta prudente (The Case of The Cautious Coquette), 1955
46. Perry Mason e l'amante poltrone (The Case of The Lazy Lover), 1956
47. Perry Mason e le dita fosforescenti (The Case of The Fiery Fingers), 1956
48. Perry Mason e la candida vagabonda (The Case of The Vagabond Virgin), 1956
49. Perry Mason e la rossa ambiziosa (The Case of The Restless Redheat), 1956
50. Perry Mason e la nudista (The Case of The Sun Bather's Diary), 1956
51. Perry Mason e la salma in fuga (The Case of The Runaway Corpse), 1956
52. Perry Mason e la complice impaurita (The Case of the Nervous Accomplice), 1957
53. Perry Mason e il gigante che uccide (The Case of the Green-eyed Sister), 1957
54. Perry Mason e la vedova ingannata (The Case of the Fugitive Nurse), 1957
55. Perry Mason e il fantasma senza memoria (The Case of the Glamorous Ghost), 1958
56. Perry Mason e il siero della verità (The Case of the Demure Defendant), 1958
57. Perry Mason sbaglia cliente (The Case of The Terrified Typist), 1958
58. E adesso Perry Mason?, (The Case of The Lucky Loser), 1958
59. Perry Mason a lume di candela (The Case of The Crooked Candle), 1959
60. Depone la morte (The Case of The Musical Cow), 1959
61. Perry Mason tra moglie e marito (The Case of The Gilded Lily), 1959
62. Perry Mason e il grido nella notte (The Case of The Screaming Woman), 1959
63. Perry Mason e il testimone aggressivo (The Case of The Long-legged Models), 1960
64. Ucciderò Perry Mason (The Case of The Foot-loose Doll), 1960
65. Perry Mason brinda al delitto (The Case of The Daring Decoy), 1960
66. Perry Mason e la ragazza calendario (The Case of The Calendar Girl), 1960
67. Perry sei grande!, (The Case of The Deadly Toy), 1960
68. Perry Mason e la voce fantasma (The Case of The Mythical Monkeys), 1960
69. Rischi troppo Perry Mason, (The Case of The Singing Skirt), 1961
70. Perry Mason e il cadavere fermo posta (The Case of The Shapely Shadow), 1961
71. Perry Mason con l'acqua alla gola (The Case of The Waylaid Wolf), 1962
72. Due modi per morire (The Case of The Backward Mule), 1962
73. Tieni duro Perry Mason, (The Case of The Duplicate Daughter), 1962
74. Perry Mason sul filo del rasoio (The Case of The Bigamous Spouse), 1962
75. Bada alla bionda Perry!, (The Case of The Blonde Bonanza), 1963
76. Perry Mason e le gelide manine (The case of the ice-cold hands), 1963
77. Perry Mason e la modella altruista (The case of the reluctant model), 1963
78. Perry Mason e la bambola pazzerella (The Case of The Mischievous Doll), 1964
79. Perry Mason e la pecora nera (The Case of The Stepdaughter's Secret 63), 1964
80. Perry Mason e il barbablù (The Case of The Amorous Aunt), 1965
81. Perry Mason e la vedova scaltra (The Case of The Daring Divorcee), 1965
82. Perry Mason e gli eredi impazienti (The Case of The Horrified Heirs), 1965
83. Perry Mason e il cliente ambiguo (The Case of The Phantom Fortune), 1966
84. Perry Mason e l'erede fiduciario (The Case of The Troubled Trustee), 1966
85. Perry Mason e la mendicante per forza (The Case of The Beautiful Beggar), 1967
86. Perry Mason e i passi nel buio (The Case of The Worried Waitress), 1967
87. Perry Mason e la reginetta spodestata (The Case of the Queenly Contestant), 1968
88. Perry Mason e il cupido sbadato (The Case of the Careless Cupid), 1969
89. Perry Mason e la venere senza nome (The Case of the Fabulous Fake), 1970
90. Perry Mason e le mura di Gerico (The Case of the Fenced-In Woman), 1973
91. Perry Mason e l'omicidio rinviato (The Case of the Postponed Murder), 1974

### Come A.A. Fair
1. 1949 Donald Lam investigatore, (The Bigger They Come - Gen 1939)
2. 1950 Donald Lam sulla pista, (Turn on the Heat - Gen 1940)
3. 1950 Di bene in meglio, (Gold comes in Brick - Set 1940)
4. 1951 Gioco d'azzardo, (Spill the Jackpot - Mar 1941)
5. 1951 A Nuova Orleans non si dorme, (Owls Don't Blink - Giu 1942)
6. 1951 O tutto o niente!, (Double or Quits - Dic 1941)
7. 1951 Semaforo giallo, (Bats Fly at Dusk - Set 1942)
8. 1953 La notte è per le streghe, (Cats Prowl at Night - Ago 1943)
9. 1953 Donald Lam ci vede chiaro, (Crows Can't Count - Apr 1946)
10. 1953 Scacco matto, (Bedrooms Have Windows - Gen 1949)
11. 1954 Una scure per Donald Lam, (Give 'Em The Ax - Set 1944)
12. 1954 Corsa a ostacoli, (Fools Die In Friday - Set 1947)
13. 1956 Donald Lam è liquidato, (Top Of The Heap - Feb 1952)
14. 1957 Attenti alle curve, (Beware The Curves - Nov 1956)
15. 1958 Gli affari sono affari, (Some Women Won't Wait - Set 1953)
16. 1958 ...chi ride ultimo, (You Can Die Laughing - Mar 1957)
17. 1960 Ma bravo, sergente!, (The Count of Nine - Giu 1958)
18. 1960 La vita è breve, (Some Slips Don't Show - Ott 1957)
19. 1960 Il cadavere è in ritardo, (Pass The Gravy - Feb 1959)
20. 1961 In gamba, Donald Lam!, (Kept Women Can't Quit - Set 1960)
21. 1962 Non fidarti, Donald Lam, (Bachelors Get Lonely - Mar 1961)
22. 1962 Manette per Donald Lam, (Shills Can't Cash Chips - Nov 1961)
23. 1963 Gira al largo, Donald Lam, (Try Anything Once - Apr 1962)
24. 1964 Turno di notte per Bertha Cool, (Fish or Cut Bait - Apr 1963)
25. 1964 Affari d'oro per Donald Lam, (Up For Grabs - Mar 1964)
26. 1966 Donald Lam e il cliente in incognito, (Cut Thin to Win - Apr 1965)
27. 1967 Donald Lam e la vedova irreperibile, (Widows Wear Weeds - Mag 1966)
28. 1968 Sinfonia in Lam maggiore, (Traps Need Fresh Bait - Mar 1967)
29. 1970 Donald Lam e il cliente innamorato, (All Grass Isn't Green - Mar 1970)

## Filmografia

### Film TV
Tutti tratti dal romanzo omonimo:
- 1985, Il ritorno di Perry Mason (Perry Mason Returns)
- 1986, Perry Mason e la novizia (Perry Mason: The Case of the Notorious Nun)
- 1986, Perry Mason: Assassinio in diretta (Perry Mason: The Case of the Shooting Star)
- 1987, Perry Mason: Per un antico amore (Perry Mason: The Case of the Lost Love)
- 1987, Perry Mason: Lo spirito del male (Perry Mason: The Case of the Sinister Spirit)
- 1987, Perry Mason: La signora di mezzanotte (Perry Mason: The Case of the Murdered Madam)
- 1987, Perry Mason: Morte di un editore (Perry Mason: The Case of the Scandalous Scoundrel)
- 1988, Perry Mason: Un fotogramma dal cielo (Perry Mason: The Case of the Avenging Ace)
- 1988, Perry Mason: La donna del lago (Perry Mason: The Case of the Lady in the Lake)
- 1989, Perry Mason: Arringa finale (Perry Mason: The Case of the Lethal Lesson)
- 1989, Perry Mason: Partitura mortale (Perry Mason: The Case of the Musical Murder)
- 1989, Perry Mason: Campioni senza valore (Perry Mason: The Case of the All-Star Assassin)
- 1990, Perry Mason: Furto d'autore (Perry Mason: The Case of the Poisoned Pen)
- 1990, Perry Mason: Crimini di guerra (Perry Mason: The Case of the Desperate Deception)
- 1990, Perry Mason: Morte a tempo di rock (Perry Mason: The Case of the Silenced Singer)
- 1990, Perry Mason: Una ragazza intraprendente (Perry Mason: The Case of the Defiant Daughter)
- 1991, Perry Mason: Va in onda la morte (Perry Mason: The Case of the Ruthless Reporter)
- 1991, Perry Mason: Omicidio sull'asfalto (Perry Mason: The Case of the Maligned Mobster)
- 1991, Perry Mason: La bara di vetro (Perry Mason: The Case of the Glass Coffin)
- 1991, Perry Mason: Scandali di carta (Perry Mason: The Case of the Fatal Fashion)
- 1992, Perry Mason: L'arte di morire (Perry Mason: The Case of the Fatal Framing)
- 1992, Perry Mason: Morte di un dongiovanni (Perry Mason: The Case of the Reckless Romeo)
- 1992, Perry Mason: Fiori d'arancio (Perry Mason: The Case of the Heartbroken Bride)
- 1993, Perry Mason: Elisir di morte (Perry Mason: The Case of the Skin-Deep Scandal)
- 1993, Perry Mason: L'ospite d'onore (Perry Mason: The Case of the Telltale Talk Show Host)
- 1993, Perry Mason: Il bacio che uccide (Perry Mason: The Case of the Killer Kiss)
- 1993, Perry Mason: Poker di streghe (A Perry Mason Mystery: The Case of the Wicked Wives)
- 1994, A Perry Mason Mystery: The Case of the Lethal Lifestyle
- 1994, Perry Mason: Dietro la facciata (A Perry Mason Mystery: The Case of the Grimacing Governor)
- 1995, Perry Mason: Il caso Jokester (A Perry Mason Mystery: The Case of the Jealous Jokester)